# Doria conspersa
Doria conspersa är en insektsart som först beskrevs av Walker 1858.  Doria conspersa ingår i släktet Doria och familjen Flatidae. Inga underarter finns listade i Catalogue of Life.